# ديف ارتشر
ديف ارتشر (بالإنجليزية: Dave Archer)‏ هو رسام أمريكي، ولد في 15 يناير 1941.